# Mesasteria sanguilinea
Mesasteria sanguilinea là một loài bướm đêm trong họ Noctuidae.